# Transit (schweizerische Band)
Transit war eine Schweizer Hard-Rock-Band. Sie feierte in den späten 1980er Jahren und Anfang der 1990er Jahre grosse Erfolge.

## Geschichte
Transit formierte sich 1982 aus der Ostschweizer Schülerband HUSH. In der Besetzung mit Oliver Fehr (Gesang, Gitarre), Louis Kasper (Bass), René Baiker (Lead-Gitarre, Begleitgesang), Marcel Gisel (Keyboard, Begleitgesang), Theo Sager (Gitarre, Begleitgesang) und Hansi Bühler (Schlagzeug, Begleitgesang) nahmen sie 1985 in den Powerplay Studios Maur ihr Debütalbum Break Away auf. Das Album ist eine Low-Budget-Produktion und wurde in einer Woche aufgenommen. Aufgrund des Albums und des Videos zum Song Break Away konnte die Band einen Plattenvertrag mit K-TEL abschliessen. Das Video ist das erste Rock-Video einer Schweizer Band auf dem damals noch jungen TV-Sender MTV.
Im Jahr 1988 nahm die Band das Album Dirty Pleasures auf. Das Album wurde vom Deutschen Kalle Trapp produziert und wurde in Europa und Japan veröffentlicht. Mit diesem Longplayer gelang der Band der Durchbruch. Die erste ausgekoppelte Single Take your Love erreichte Platz 8, die zweite You Can’t Stop The Fire immerhin noch Platz 22 der Schweizer Charts, das Album stieß bis auf Platz 16 vor. Damit ist Transit die erste Schweizer Rockband mit zwei Single-Charts-Hits im selben Jahr. Diese beiden Songs gehören bis heute zu den bekanntesten der Band und finden sich immer wieder auf diversen Sampler.
Es folgten ausgedehnte Konzerttourneen durch Europa, u. a. auch mit Smokie, Wishbone Ash, Mammas Boys, Girlschool, Nazareth und Krokus.
Das folgende Album Heartcore wurde 1991 in Europa und in ganz Asien veröffentlicht. Das Album schaffte es bis auf Platz 21 der Schweizer Hitparade. Schauplatz zum Video zum Song Need my Number ist ein Bordell, was zu dieser Zeit für ein gewaltiges Medieninteresse sorgt. Zeitgleich wird das Album Dirty Pleasures im restlichen asiatischen Raum veröffentlicht.
Das vierte und letzte Album von Transit, Catchfire, erschien im Jahr 1994 auf verschiedenen Labels in Europa und erreichte in Japan eine Top-Ten-Platzierung. Zwei Singles wurden veröffentlicht – in der Schweiz der Song Everlasting Fire und in Japan Deadly Burnout. Der Release der Platte fiel allerdings in eine Zeit, wo Hard-Rock «out» und neue Musikstilrichtungen wie etwa Grunge angesagt sind. Die Platte war kein grosser kommerzieller Erfolg.
Offiziell löste sich die Band nach rund 20 Jahren 2001 auf. 2002 wurde eine DVD mit zehn Musikvideos und weiterem seltenen Material veröffentlicht. Immer wieder taucht das Gerücht auf, dass sich die Band für Konzerte wieder formieren will.
Gründungsmitglied, Leadgitarrist und Songwriter René Baiker gründete im 2002 die Band Motorbaiks und veröffentlichte im 2007 die auf cdbaby.com international erhältliche CD Sold Your Soul.
Der langjährige Gitarrist und Keyboarder Fredy Koller gründete 2003 die Rock Coverband „Trash Deluxe“, die am 20. März 2010 ihr Abschlusskonzert gab. Mittlerweile tourt er mit seiner Status-Quo-Coverband „Station Quo“ durch die Schweiz.
Transit haben sich Ende 2010 für drei exklusive Reunion-Konzerte zusammengetan. Am 16. Oktober 2010 spielten sie am NEAT Festival in Genua, am 29. Januar 2011 standen sie mit anderen Rockgrössen wie Bonfire, China oder Fox am rock@swil Rockfestival in Volketswil auf der Bühne. Und der endgültige Abschluss-Gig fand am 26. März 2011 dort statt, wo alles begann: im Pentorama in Amriswil.

## Auszeichnungen
- 1990: Das britische Rockmagazin Kerrang wählt Transit zur „Best Swiss Rockband“
- 1991: Transit wird in einer TV-Sendung unter die 10 besten Schweizer Music-Acts gewählt.

## Diskografie

### Alben
- 1985: Break Away
- 1988: Dirty Pleasures
- 1991: Heartcore
- 1994: Catchfire

### Singles
- 1988: Take Your Love
- 1988: You Can’t Stop the Fire
- 1994: Everlasting Fire
- 1994: Deadly Burnout (nur Japan)

### DVDs
- 2002: Greatest Hits

## Musikvideos
- 1985: Break Away
- 1988: I Don’t Love You
- 1988: Take Your Love
- 1989: You Can't Stop the Fire
- 1989: Heartbreaker
- 1989: Good Emotions
- 1989: Alright
- 1991: New Generation
- 1991: Need My Number
- 1994: TV Never Lies
- 1994: Everlasting Fire